# Rallye Finnland 1974
Die 24. Rallye Finnland (auch 1000-Seen-Rallye genannt) war der 3. Lauf zur Rallye-Weltmeisterschaft 1974. Sie fand vom 2. bis zum 4. August in der Region von Jyväskylä statt. Von 36 geplanten Wertungsprüfungen wurden zwei abgesagt.

## Klassifikationen

### Endergebnis
| Rang | Fahrer          | Co-Pilot              | Auto                    | Zeit (Std./Min./Sek.) | Rückstand Sieger(Min./Sek.) Rückstand V (Min./Sek.) |
| ---- | --------------- | --------------------- | ----------------------- | --------------------- | --------------------------------------------------- |
| 1    | Hannu Mikkola   | John Davenport        | Ford Escort RS 1600 MKI | 3:11:42               | 00:00                                               |
| 2    | Timo Mäkinen    | Henry Liddon          | Ford Escort RS 1600 MKI | 3:12:13               | 00:31                                               |
| 3    | Markku Alén     | Ilkka Kivimäki        | Fiat 124 Abarth Rallye  | 3:13:52               | 02:10 01:39                                         |
| 4    | Stig Blomqvist  | Hans Sylvan           | Saab 96 V4              | 3:14:02               | 02:20 00:10                                         |
| 5    | Simo Lampinen   | Juhani Markkanen      | Saab 96 V4              | 3:17:33               | 05:51 03:31                                         |
| 6    | Leo Kinnunen    | Atso Aho              | Fiat 124 Abarth Rallye  | 3:17:54               | 06:12 00:21                                         |
| 7    | Tapio Rainio    | Erkki Nyman           | Saab 96 V4              | 3:19:16               | 07:34 01:22                                         |
| 8    | Anders Kulläng  | Claes-Göran Andersson | Opel Ascona             | 3:21:26               | 09:44 02:10                                         |
| 9    | Antti Ojanen    | Timo Mäkelä           | Fiat 124 Abarth Rallye  | 3:21:35               | 09:53 00:09                                         |
| 10   | Björn Waldegård | Arne Hertz            | Opel Ascona             | 3:23:05               | 11:23 01:30                                         |

Insgesamt wurden 88 von 118 gemeldeten Fahrzeuge klassiert.

### Herstellerwertung
| Pos. | Team       | Punkte |
| ---- | ---------- | ------ |
| 1    | Fiat       | 33     |
| 2    | Ford       | 24     |
| 3    | Mitsubishi | 20     |
| 4    | Datsun     | 18     |
| 5    | Porsche    | 15     |

Die Fahrer-Weltmeisterschaft wurde erst ab 1979 ausgeschrieben.